# Бевернинг, Иероним ван
Иероним ван Бевернинг (нидерл. Hiëronymus van Beverningh; 25 апреля 1614, Гауда — 30 октября 1690, Вармонд) — голландский политик, дипломат, ботаник-любитель и меценат, живший во время Золотого века Голландии.

## Биография

### Ранние годы
Иероним был сыном Мельхиора ван Бевернинга, капитана Армии Нидерландов, и Сибиллы Стандерт. Его дед, Иоганн Бевернинг, был прусским офицером, который поступил на службу в Армию Нидерландов и дослужился до чина лейтенант-генерала артиллерии.:179
Он учился в школе латинской грамоты в родной Гауде, затем в Лейденском университете. По завершении обучения совершил традиционный гран-тур во Францию. 4 апреля 1655 года он женился на Иоганне ле Гильон, но этот брак остался бездетным.
В 1645 году Бевернинг был избран шеффеном в городской совет Гауды. Уже в следующем году он был направлен депутатом в Штаты Голландии. В 1651 году он был представителем провинции Голландия на Великой Ассамблее, в году, который положил начало Первому Периоду без штатгальтера в Голландской республике. В 1653 году (когда Ян де Витт стал великим пенсионарием) Бевернинга выдвинули членом делегации от Голландии в Генеральные штаты.:531 Он с де Виттом стали близкими соратниками в партии Генеральных штатов.

### Вестминстерский договор и Акт устранения
Де Витт предпочёл бы иметь на переговорах только представителя Голландии, но остальные провинции с этим не согласились бы, так что вместе с другим голландским регентом, Виллемом Ниупортом, и представителями Зеландии (Паулюс ван де Перре) и Фрисландии (Алларт Питер ван Йонгесталь), Бевернинг был послан в качестве уполномоченного в Английскую республику для заключения Вестминстерского договора, который должен был окончить Первую англо-голландскую войну. И без того сложные переговоры были осложнены заводящим в тупик требованием англичан, чтобы несовершеннолетний Вильгельм III, принц Оранский (трёх лет от роду на тот момент) был отстранён с должностей его отца, Вильгельма II, принца Оранского и других предков, правивших Республикой, равно как и с должностей штатгальтера Голландии и Зеландии, а также генерал-капитана. Для де Витта и его соратников по партии это требование не являлось неприемлемым, но другие провинции сочли бы это недопустимым вмешательством во внутренние дела Нидерландов. Чтобы преодолеть это препятствие на пути к миру, очень желательному для обеих сторон, де Витт завёл грязную интригу. Он втайне распорядился, чтобы два голландских представителя вели закулисные параллельные переговоры с Оливером Кромвелем за спиной Йонгесталя (ван де Перре уже умер к тому времени).
Кромвель и Бевернинг договорились о секретном приложении к договору, ставшим позднее известным как Акт устранения. Этот акт должен был быть подписан и ратифицирован только Штатами Голландии, без ведома других провинций Нидерландов. Он содержал торжественное обязательство Штатов Голландии никогда не назначать Вильгельма штатгальтером в своей провинции, а также препятствовать его назначению на высокие должности в Республике. После того, как Генеральные штаты ратифицировали договор без секретного приложения, через несколько дней Штаты Голландии собрались на тайном заседании, чтобы обсудить секретное приложение. Оно было ратифицировано вопреки возражению делегатов-оранжистов от пяти городов, а документ о ратификации был отправлен Бевернингу в Лондон, однако с инструкцией не передавать его без крайней необходимости.
Тем временем, чиновник де Витта Ян ван Мессем выдал тайну о существовании Акта родственнику Вильгельма III, штатгальтеру Фрисландии Вильгельму Фредерику Нассау-Диц. Штаты Фрисландии немедленно потребовали от Генеральных штатов расследования поведения Бевернинга и других переговорщиков. Генеральные штаты дали указание переговорщикам сдать свои документы, включая документ о ратификации, за исключением тех, что больше не были в их распоряжении. Автором этой оговорки был де Витт, мастер юридических формулировок. Он также убедил Генеральные штаты послать указание в зашифрованном виде в письме, написанным им собственноручно, предупреждая Бевернинга о том, что затевается. Предупреждённый таким образом Бевернинг немедленно передал Кромвелю на хранение документ о ратификации, пока делегация Нидерландов всё ещё кропотливо расшифровывала указания. Этим он поставил Генеральные штаты перед свершившимся фактом.
Возникший скандал был в конечном итоге замят, но Штаты Фрисландии блокировали назначение Бевернинга на должность казначея Республики, предложенное Голландией впервые в 1654 году, и так вплоть до 1657 года (всё это время должность формально оставалась вакантной).:535

### Дальнейшая карьера
Помимо своей должности казначея, которую он занимал до 1665 года, и будучи таким образом представленным в Генеральных штатах, Бевернинг регулярно выполнял важные дипломатические поручения Республики. Самыми важными из них были переговоры с курфюрстом Бранденбурга в 1665 году об альянсе во время Второй англо-голландской войны и мирные переговоры с князем-епископом Мюнстера в том же году. В 1667 году он возглавлял голландскую делегацию, которая договорилась о Бредском соглашении, завершившему войну с Англией. В 1668 году он содействовал заключению Тройственного альянса и последующего за ним Ахенского мира. В 1674 году он возглавлял голландскую делегацию, заключившую Вестминстерский договор, который окончил Третью англо-голландскую войну. И, наконец, в 1678 году он помог заключить Нимвегенские мирные договоры, которые завершили Голландскую войну.: 191–198
В то же время он был назначен членом магистрата, а после бургомистром своего родного города. Во время кампании против Франции в 1672 году, в течение Года бедствий, он работал в штабе Вильгельма III. После народной революции, которая сделала Вильгельма штатгальтером и привела к падению режима де Витта, Бевернинг от партии Генеральных штатов быстро перешёл на сторону нового режима. Он был одним из регентов Гауды, которые приветствовали нового штатгальтера на праздничном банкете в городе.:195

### Последние годы
После переговоров 1679 о заключении торгового договора со Швецией Бевернинг отошёл от дел и посвятил себя науке, содержал ботанический сад, в котором были представлены многие редкие виды растений. В 1673 он стал регентом Лейденского университета. Карл Линней высоко оценивал его труды и посвятил Иерониму открытие настурций (Tropaeus majus):179. Сад Бевернинга вдохновил немецкого ботаника Якоба Брейниуса (Jacobus Breynius) на написание работы Prodromus fasciculi rariorum plantarum in Hortis Hollandiae (vol. I 1680, vol. II, 1689), которую он посвятил хозяину этого сада.
В последние годы был меценатом: оплатил научную экспедицию ботаника Пауля Германа в Ост-Индию, помог купить библиотеку умершего Исаака Восса, которая затем вошла в собрание книг Лейденского университета.
Скончался после непродолжительного недомогания, возможно, вызванного падением с приставной лестницы в собственной библиотеке, над каталогизацией которой он работал перед смертью.